# Nederland op de Paralympische Winterspelen 2022
Nederland is een van de landen die deelnam aan de Paralympische Winterspelen 2022 in Peking, China. Esther Vergeer was de chef de mission.

## Medailleoverzicht
| Medaille | Naam               | Sport       | Onderdeel              | Datum    |
| -------- | ------------------ | ----------- | ---------------------- | -------- |
| Zilver   | Chris Vos          | Snowboarden | Banked slalom (SB-LL1) | 11 maart |
| Zilver   | Jeroen Kampschreur | Alpineskiën | Super combinatie (zit) | 7 maart  |
| Zilver   | Niels de Langen    | Alpineskiën | Slalom (zit)           | 13 maart |
| Brons    | Niels de Langen    | Alpineskiën | Super combinatie (zit) | 7 maart  |

## Deelnemers en resultaten

### Alpineskiën
- Jeroen Kampschreur
- Niels de Langen
- Barbara van Bergen
- Floris Meijer
- Jeffrey Stuut

### Snowboarden
- Lisa Bunschoten
- Chris Vos
- Renske van Beek